# Tribeqa
Tribeqa, typographié TribeQa, est un groupe français de musiques du monde et de jazz, originaire de Nantes, en Loire-Atlantique.

## Histoire
Le groupe est formé en 2004 par Josselin Quentin et Benjamin Bouton. Tribeqa mêle plusieurs genres musicaux allant de l'afro, jazz, soul, au funk, à l'electro et au hip-hop. Ils publient un premier album, l'homonyme Tribeqa, en 2008, suivi par Qolors en 2010. Ils sortent leur troisième album, Experiment, en 2016,.

## Membres

### Membres actuels
- Josselin Quentin — balafon, vibraphone, composition
- Étienne Arnoux-Moreau — guitare acoustique
- Malou Oheix — chant lead, synthé basse
- Julien Ouvrard — batterie

### Anciens membres
- Benjamin « Benji Blow » Bouton — batterie
- Arnaud Lacarte — guitare
- Fabien Ewenczyk — guitare
- Atom — platines
- DJ Greem — platines
- Richard Housset — batterie
- Jeff Vincendeau — basse

## Discographie
- 2008 : Tribeqa
- 2010 : Qolors
- 2016 : Experiment